# Jumbologie
La jumbologie est une pseudo-science parodique créée par des physiciens[Lesquels ?] en réaction à l’engouement pour l’astrologie. En effet, un avion gros porteur (« jumbo jet » en anglais) exerce sur un nourrisson lors de sa naissance une force bien plus importante que celle exercée par une étoile située à plusieurs années-lumière de lui. Il a donc été proposé par les détracteurs de l’astrologie de faire des « thèmes jumbologiques », au même titre que les thèmes astraux, afin de mettre en exergue la vacuité scientifique de ces derniers.

## Raisonnement
Une des causes invoquées par les astrologues est que les astres auraient une influence sur notre caractère (selon leur position à notre naissance) en vertu de la loi universelle de la gravitation des corps mise en évidence par Isaac Newton et illustrée par la formule suivante :
{\displaystyle {\vec {F}}_{A{\rightarrow }B}=-G{\frac {M_{A}M_{B}}{AB^{2}}}{\vec {u}}_{AB}}.
Ainsi la force gravitationnelle est fonction de la distance entre la Terre et les astres. Les lois de la physique impliquent que l'influence de ces derniers diminue avec la distance, à tel point qu'à la naissance, c'est le personnel accoucheur qui exerce la plus forte attraction, et non les planètes . À titre anecdotique, le mathématicien John Allen Paulos émet l’hypothèse que les obstétriciens mettent au monde des enfants de caractère différent selon leur corpulence.